# 布拉尼什特峰

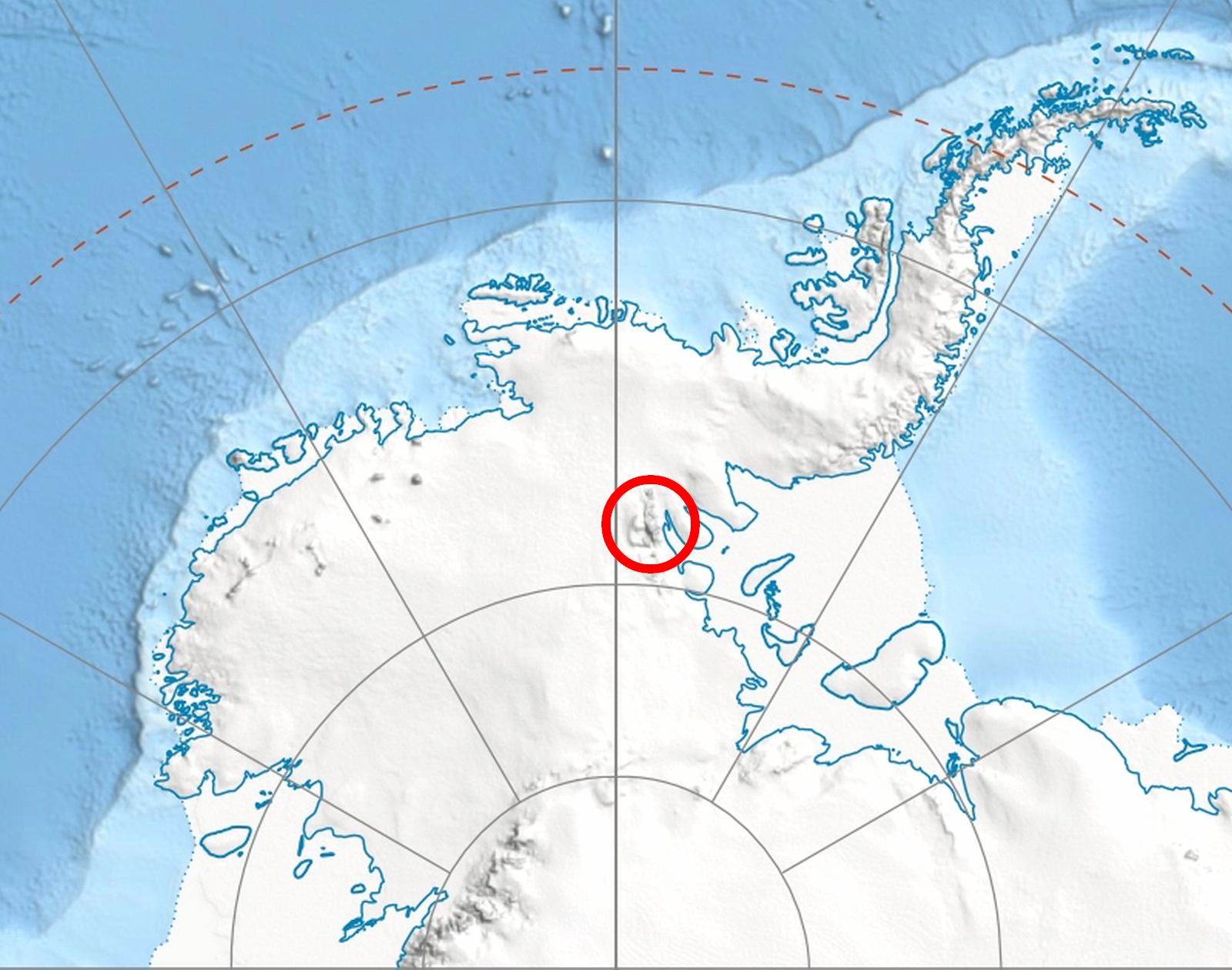

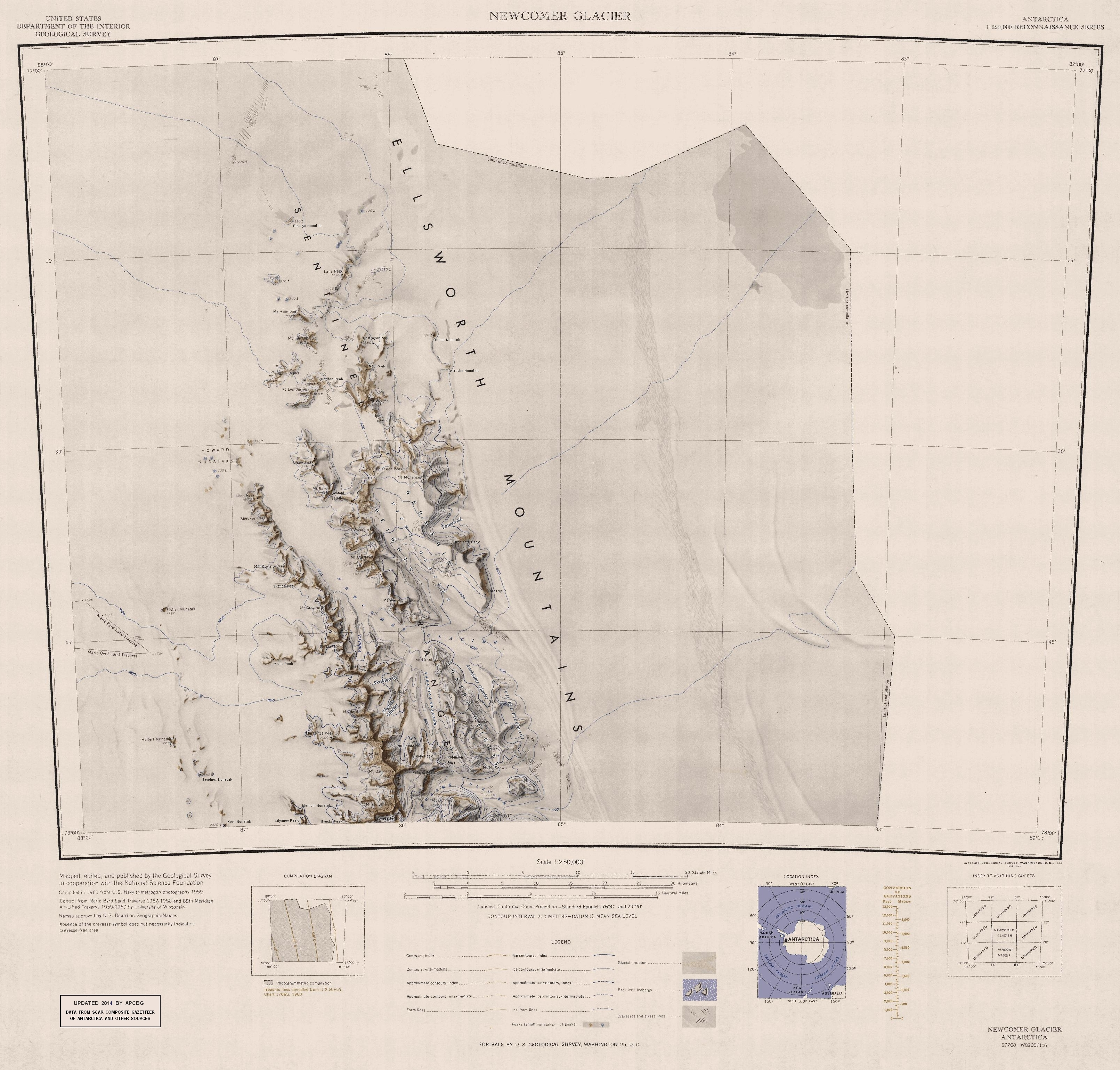

布拉尼什特峰（英語：Branishte Peak）是南極洲的山峰，座標77°40′31.8″S 85°33′40″W，位於埃爾斯沃思地的格羅姆欣高地，屬於埃爾斯沃思山脈中森蒂納爾嶺的一部分，處於莫根森山東南面11.75公里，海拔高度2,000米（6,560英尺），以保加利亞東北部鄉鎮命名，現時由南極條約體系管理。